# MTAB IORE
MTAB IORE는 스웨덴의 키루나에서 생산되는 철광석을 룰레오 및 노르웨이 나르비크로 운송하는 데 사용하는 기관차이다. IORE는 철광석을 뜻하는 영어 단어 Iron ORE의 줄임말이고, 곰돌이 푸에 등장하는 당나귀 이요르를 가리키기도 한다. 말름 선 및 오포트 선에만 화물 전용으로 운행한다.
과거 사용하였던 Dm3/El 15 기관차를 대차하기 위하여 도입하였다. 단량 운행도 가능하나, 운전석이 한 쪽에만 달려 있기 때문에 대부분 영업 운행에는 2량을 중련하여 운행한다. 구형 철광석 화차 52량/120톤형 철광석 화차 68량을 견인할 수 있다. 단일 기관차의 최대 견인력은 700kN, 상용 견인력은 600kN이다. 각각의 차륜 배열은 Co'-Co'이며 영업 최고 속도는 시속 80km이다.

## 역사
1996년 LKAB 소유 광산을 기점으로 하는 말름 선과 오포트 선의 화물 영업이 NSB 및 SJ에서 LKAB, NSB, SJ가 공동으로 출자한 회사 MTAB(Malmtrafik i Kiruna AB)로 넘어갔다. 당시 사용한 차량은 NSB El 15/SJ Dm3이었다. 1998년 LKAB에서는 2005년까지 생산량이 35% 증가할 것이라고 예상하였고, 말름 선과 오포트 선의 설계 축중을 25t에서 30t으로 늘이기를 요구하였다. 새로운 철도 차량을 도입하면 철광석 수송의 효율성을 증가시킬 수 있었다. 오포트 선 개축에만 약 1억 8000만 노르웨이 크로네가 예상되었다.
1998년 3월 LKAB에서는 남아프리카 공화국 트란스넷에 100톤 화차 750량의 생산을 의뢰하였다. 8월에는 오포트 선 축중 개선을 위하여 1억 3000만 크로네 중 1억 크로네를 부담하였다. 1998년 9월 15일 봄바디어와 새로운 기관차 구입을 계약하였다. 이후 LKAB는 1999년 MTAB에 있었던 SJ와 NSB의 주식을 모두 매입하였다.
첫 중련 기관차가 2000년 반입되었고, 2002년과 2004년에 추가로 반입되었다. 2004년 3월 LKAB는 트란스넷에서 화차를 추가로 구매하지 않고 K-인두스트리에르(K-Industrier)에서 750량의 화차를 주문하였다. 1969년부터 화차에는 SA3 자동 연결기를 장착하였으나, LKAB 측은 연결기 강도 문제 때문에 AAR 연결기로 대체하기로 하였다. 첫 중련 기관차는 AAR 연결기를 장착하였고, 초기 물량의 나머지 기관차는 SA3 연결기를 장착하여 기존 화차 호환성을 유지하였고, 이후 AAR 연결기로 개조하였다. 2004년 LKAB 소유 El 15 기관차를 매각하였다.
2007년 8월 23일 8량을 추가로 주문하였다. 이로써 모든 Dm3 차량을 대차할 예정이다. 차량이 완전히 반입되면 룰레오-키루나 간은 6량, 키루나-나르비크 간은 20량을 사용할 예정이다. 2011년 LKAB는 모든 Dm3 기관차를 폐차하고 화차를 68량으로 증가시킬 예정이다. 년간 2800만 톤에서 3300만 톤으로 수송량을 증가시키고, 1일 21회에서 15회로 감차할 예정이다.

## 기술 사양
봄바디어 카셀 공장에서 제작되었고, 제작사 측 형식명은 TRAXX H80AC이다. 단일 기관차는 운전대가 한 쪽에만 부착되어 있어서 중련 운행이 일반적이다. 중련 운행 시 8600t급 화물을 견인할 수 있다. 각각 대차에는 3상 교류 전동기가 장착되어 있고, 개별 전동기 출력은 900kW이다. 평균 견인력은 600kN이며, 임시로 700kN까지 낼 수 있다.
차량 중량 180t 중 38t이 전장품이다. 최대 축중을 증가시키기 위해서 30t 가량의 무게추가 탑재되어 있으며, 4cm 두께의 강철로 차체를 만들어서 중량을 증가시켰다. 보조 전원 장치는 3상 IGBT를 사용한다. 노르웨이/스웨덴의 ATC 신호 및 GSM-R을 지원한다. 운전실에는 3사람이 탑승할 수 있고, 동력부에는 중앙 복도가 있다. 고전압 장치는 열차를 정지시켜야 보이는 열쇠로 잠겨 있으며, 고전압 장치를 여는 열쇠를 원위치하지 않으면 열차가 출발하지 않는다.

### 차량 목록
각각의 26량에는 말름 선 및 오포트 선 연선에 있는 지자체 및 철광산의 이름이 붙어 있다.
| 차호 | 이름                       | 차호 | 이름                     | 차호 | 이름                        |
| ---- | -------------------------- | ---- | ------------------------ | ---- | --------------------------- |
| 101  | 폴시클렌(Polcirkeln)       | 110  | 비에르크리덴(Björkliden) | 119  | 코스쿨스쿨레(Koskullskulle) |
| 102  | 말름베리예트(Malmberget)   | 111  | 카테라트(Katterat)       | 120  | 카이세파크테(Kaisepakte)    |
| 103  | 룰레오(Luleå)              | 112  | 바시야우레(Vassijaure)   | 121  | 롬바크(Rombak)              |
| 104  | 옐리바레(Gällivare)        | 113  | 베리포르스(Bergfors)     | 122  | 로트시(Råtsi)               |
| 105  | 나르비크(Narvik)           | 114  | 라우타스(Rautas)         | 123  | 릭스그렌센(Riksgränsen)     |
| 106  | 키루나(Kiruna)             | 115  | 스텐바켄(Stenbacken)     | 124  | 카이툼(Kaitum)              |
| 107  | 스바파바라(Svappavaara)    | 116  | 스토르달렌(Stordalen)    | 125  | 시시카(Sjisjka)             |
| 108  | 토르네트레스크(Torneträsk) | 117  | 보덴(Boden)              | 126  | 산드셰르(Sandskär)          |
| 109  | 아비스코(Abisko)           | 118  | 무르예크(Murjek)         |      |                             |